# ヒヒフォ
ヒヒフォ（Hihifo）は、トンガのニウアトプタプ島にある村で、同島の中心集落である。トンガ語で「西」を意味するヒヒフォはニウアトプタプ島の西部に位置し、郵便局や警察署を含む公共施設や政府機関が立地する。
島内にはほかに、ファレハウとバイポアの2村がある。
ヒヒフォは2009年に発生したサモア沖地震とそれによる津波の影響で広範囲に被災し、多くの死者を出した。8.0Mwの地震に伴う津波はサモア諸島地域に現地時間の2009年9月29日午前6時48分11秒（協定世界時の同日17時48分11秒、日本時間8時48分11秒）に到達した。